# Star-Club
Star-Club var en musikklub i Hamborg, Tyskland, der åbnede fredag den 13. april 1962, og blev drevet af Manfred Weissleder og Horst Fascher. I 1960'erne spillede mange store rockmusikkere i klubben. Klubben lukkede den 31. december 1969, og bygningen klubben havde til huse i blev ødelagt af en brand i 1987. Klubben lå i Hamburg-området St. Pauli i gaden Große Freiheit; Große Freiheit er en sidegade til Reeperbahn.
Klubben opnåede verdensomspændende berømmelse gennem The Beatles optræden fra 13. april-31. maj, 1.-14. november og 18.-31. december 1962. En forestilling eller dele af flere forestillinger fra slutningen af sidstnævnte optræden blev optaget på et hjemmebåndoptager, og en remixet version blev udgivet i 1977 som Live! at the Star-Club in Hamburg, Germany; 1962.
The Beatles' første Hamburgoptræden var på Indra Club (også i Große Freiheit) den 17. august 1960.